# کالج ملی جنگ
کالج ملی جنگ (انگلیسی: National War College) دانشگاه نظامی متعلق به وزارت دفاع ایالات متحده آمریکا و زیرمجموعه دانشگاه دفاع ملی آمریکا است. این کالج در تالار روزولت در فورت مک‌نایر، واشینگتن، دی.سی. و در محل سومین پایگاه قدیمی ارتش که هنوز فعال است، قرار دارد.
کالج ملی جنگ در ۱ ژوئیه ۱۹۴۶ به‌عنوان جایگزینی ارتقا یافته برای کالج ستاد ارتش-نیروی دریایی، که از ژوئن ۱۹۴۳ تا ژوئیه ۱۹۴۶ فعالیت می‌کرد، تأسیس شد.